# Profil aérien de contact

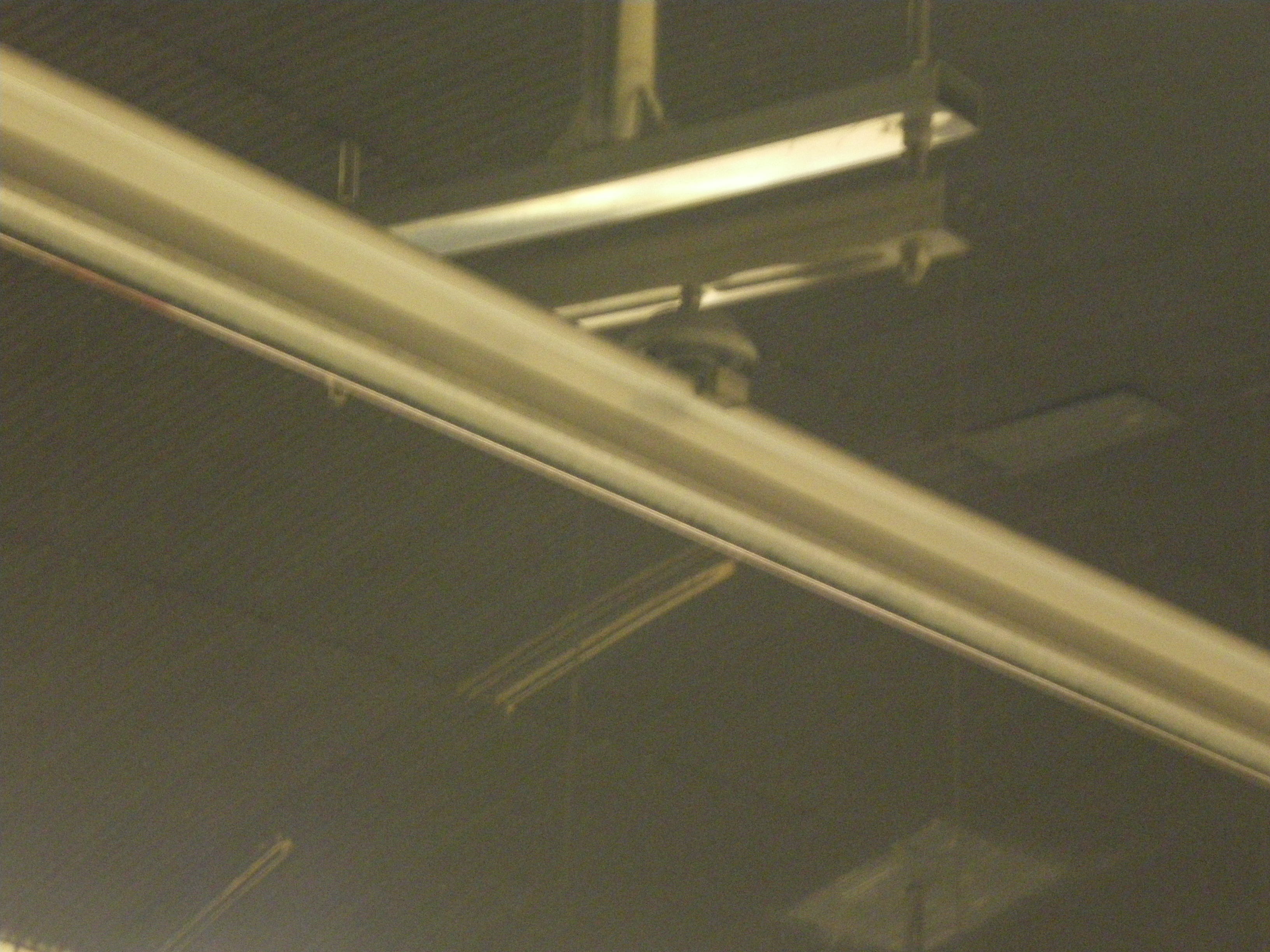
Détail de la fixation d'un profil aérien de contact

Dans un système d'électrification ferroviaire, le profil aérien de contact aussi appelé caténaire rigide, est un système de captage du courant par les pantographes des véhicules moteurs, une alternative au classique système de caténaire à câble suspendu par des câbles porteurs. Ce profilé métallique est un rail de traction qui, parce que rigide, réduit le risque d'arrachage et de chute au sol de la caténaire, améliore la sécurité des personnels de maintenance ainsi que des voyageurs en cas d'évacuation des trains.

## Histoire

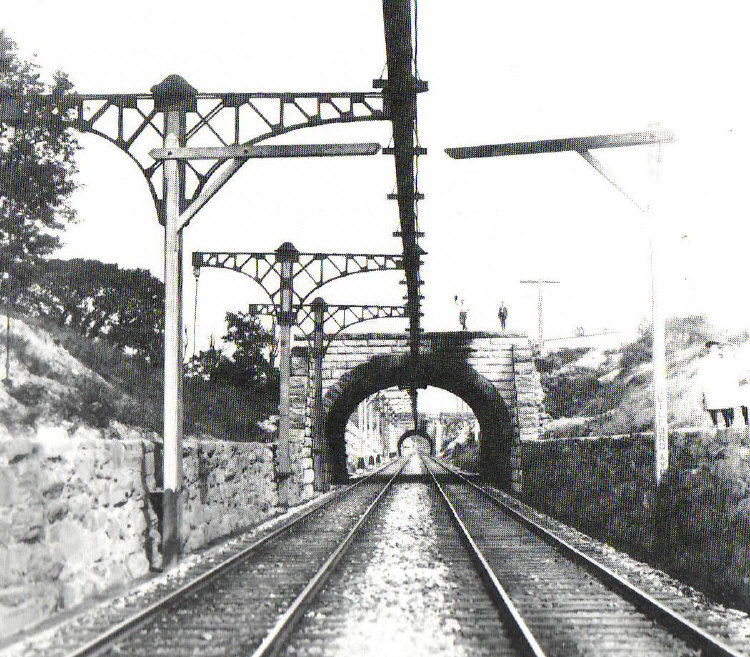
Troisième rail conducteur aérien sur la Baltimore Belt Line

La première caténaire rigide fut celle de la Baltimore Belt Line électrifiée en 1890.
La première ligne du métro de Budapest mise en service en 1896 en fut équipée sous une tension de 550 V, ce rail étant situé à 2,85 m au-dessus des voies dans un tunnel « cadre » de 3,66 m de haut. L'équipement est toujours en service avec une tension portée à 600 V depuis 1973.

### Histoire de la caténaire rigide au Japon
Le métro de Tokyo utilise la caténaire, à câble ou rigide, sous tension 1 500 V. Dès 1961, la ligne no 2 du métro de Tokyo était électrifiée sur 37 km de voies avec un profil en T.
La Société Sumitomo utilisa pour la ligne Tōzai du métro de Sapporo un rail acier plus léger, renforcé sur ses flancs par des profilés aluminium, ce qui augmente la section d'équivalent cuivre pour un moindre alourdissement, permettant une tension de 1 500 V.
Par la suite, Sumitomo, pour alléger encore le rail, à résistance linéique égale, adopta d'autres métaux conducteurs comme le cuivre et l'aluminium. Le cuivre, outre son prix, présente l'inconvénient d'être d'un poids élevé, ce qui nécessite des suspensions rapprochées pour limiter la flèche et conduit à un investissement important. Sumitomo a conçu un rail en aluminium avec une partie frottante inférieure en acier inoxydable. Les performances de l'aluminium en matière de frottement avec le pantographe se révèlent assez mauvaises, ce qui nécessite l'adjonction d'un fil de contact en cuivre. Ce modèle a évolué vers un profilé comportant deux fils de contact fixés par des griffes en bronze. Ensuite, les griffes ont été remplacées par des languettes en aluminium fixées par des boulons ou goujons espacés de 25 cm.

### Histoire de la caténaire rigide en France

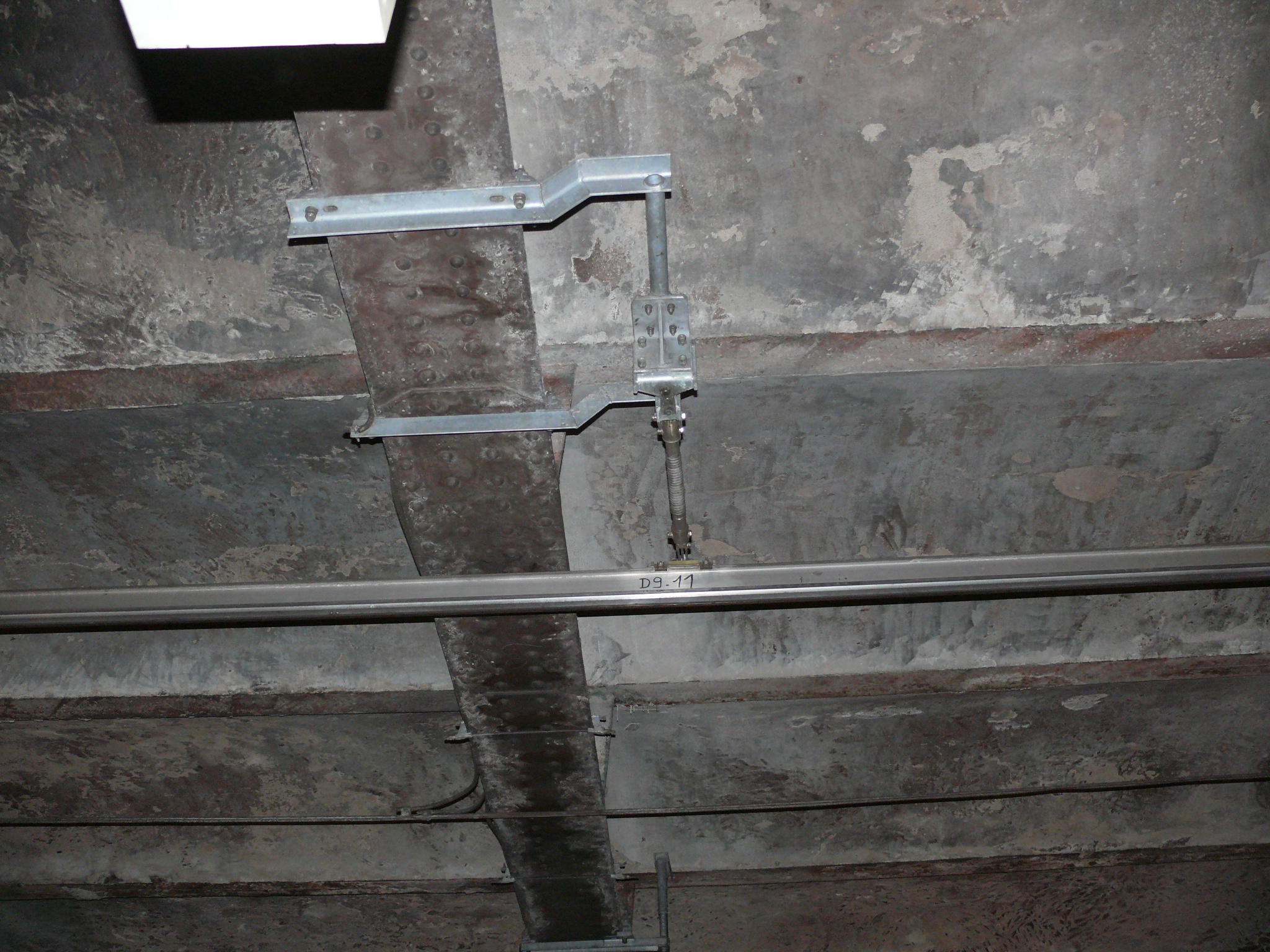
Le profil aérien de contact de la Gare du Musée d'Orsay

La Société Delachaux inventa un profilé en alliage d'aluminium qui fixait le fil de contact par un pinçage élastique, évitant ainsi tout usage de boulonnerie. La RATP en posa en 1983 une longueur de 400 m dans un tunnel inexploité de la ligne A du RER Parisien, avec un montage pincé pivotant. L'expérimentation sous 1 500 V ne fut pas concluante. La RATP entama alors à partir de 1984 des essais de corrosion à des endroits du tunnel de la ligne A du RER particulièrement exposés démontrèrent la bonne tenue du profilé d'aluminium, y compris avec des fils de contact en cuivre dont les rainures furent enserrées par l'aluminium, malgré la mauvaise réputation de ce couple électrolytique. Les tests de résistance de la caténaire rigide lors d'un échauffement par effet Joule proche de la réalité démontrèrent la quasi invulnérabilité de cette caténaire. Les essais dynamiques, réalisés fin 1990 sous les 400 m de caténaire rigide conservés dans le tunnel inexploité de la ligne A, montrèrent une meilleure régularité dynamique avec la caténaire rigide. Les essais d'endurance sous 1 500 V, réalisés à partir de 1991 avec 500 m de caténaire rigide, sur la ligne C du RER en gare d'Austerlitz avec le passage d'environ 130 000 pantographes par an, furent satisfaisants.

### Histoire de la caténaire rigide en Suisse

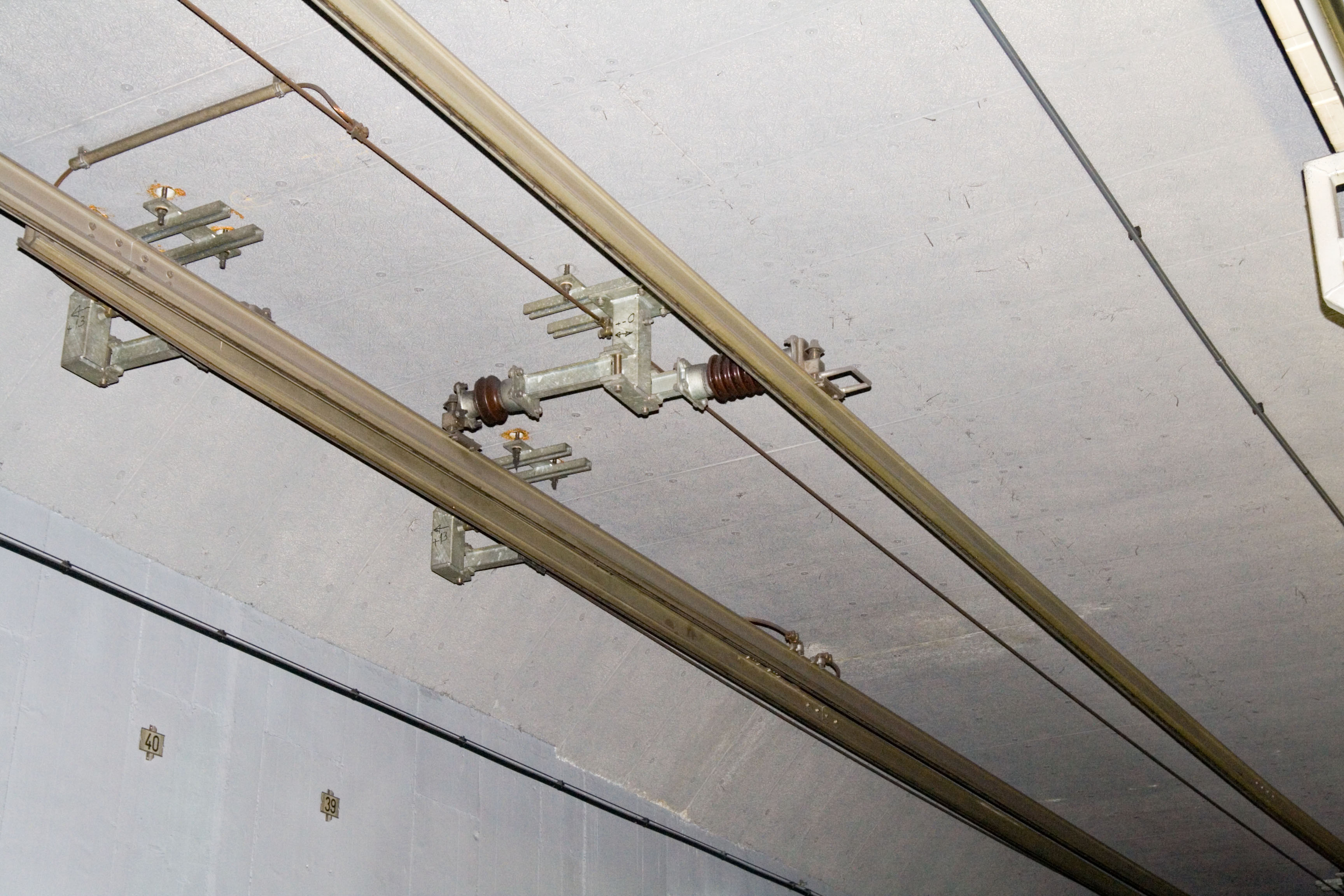
Zurich. Deux rails conducteurs aériens pour la même voie. À gauche, 1 200 V CC pour le chemin de fer Uetliberg (le pantographe est monté de manière asymétrique pour collecter le courant de ce rail); à droite, 15 kV CA pour le chemin de fer Sihltal.

L'installateur suisse Furrer+Frey l'essaya dès 1984 sous 15 kV à la station Zurich - Opfikon avec un franchissement à 105 km/h sur une section de 300 mètres. Fin 1988, les trains circulaient à 140 km/h sur 1,07 km équipés de cette caténaire rigide dans le tunnel du Simplon. La gare Museumstrasse du RER Zurichois a été équipée de profil Delachaux. Sur ces zones, les montages pincent le profil et bénéficient d'une articulation double élaborée pour permettre la dilatation.

### Histoire de la caténaire rigide en Allemagne
En Allemagne, des profilés de cuivre autoporteurs furent posés sur des isolateurs de plafond. La ligne C du métro de Hanovre utilise un profilé en cuivre depuis 1984 sous 600 V. Le profilé suspendu est pincé tous les 3,3 m, après avoir été légèrement cintré en forme de sinusoïde dont l'ampleur varie avec les variations de température. Il est prévu que la durée de vie de ce profilé dépasse 50 ans.

## Description technique
La caténaire rigide se composait à sa création d'un profilé d'une dizaine de centimètres de haut, à la forme approximative d'un rail, suspendu à la manière d'un câble de caténaire au-dessus de la voie.

### Principes d'installation des profilés d'aluminium
Les profilés en alliage d'aluminium, de 10 à 15 m de longueur, sont fixés bout à bout par soudure ou par éclisses boulonnées pour former un tir continu d'une longueur maximum de 200 à 250 m (au lieu de 1 500 m pour une caténaire classique). Pour équiper les voies en courbe ou pour obtenir le désaxement nécessaire au bon balayage du pantographe, il est possible de cintrer le rail par pression latérale manuelle jusqu'à un rayon de 120 m. Pour les rayons inférieurs, un cintrage mécanique permet de descendre jusqu'à 45 m ou moins. Il convient d'immobiliser le point milieu du tir, par exemple par un ancrage en X à la voûte. Deux types de montages des isolateurs existent : soit un montage horizontal dont la hauteur permet de réduire la distance entre le fil de contact et le haut du tunnel à moins de 40 cm, soit un montage vertical. Une fois le profilé installé, il est procédé à la pose du fil de contact qui peut s'effectuer à l'aide d'un petit chariot conçu spécialement à cet effet.
Le tir se dilatant avec la chaleur, les montages prévoient donc, soit des dispositifs qui pincent le profilé avec une possibilité de mouvement par pivotement ou par double articulation, soit qui laissent glisser le profil par un système de suspension à bride avec du jeu vertical et latéral. Pour cette même raison, des joints de dilatation sont prévus aux extrémités des tirs, soit qui assurent une continuité axiale de la caténaire rigide avec un dispositif de conducteurs glissants entremêlés, soit composés du chevauchement latéral avec un écartement entre les deux tirs consécutifs dont les extrémités ont été relevées par un cintrage mécanique.

### Techniques actuelles
La partie au-dessus ne sert plus à transporter l'électricité et à être en contact avec le pantographe, mais à supporter la partie conductrice proprement dite sur sa partie inférieure. Il maintient par pincement le fil de contact en cuivre. Aujourd'hui le profilé aérien de contact est un rail rigide composé d'un fil de contact en cuivre serti dans une poutre en aluminium.

## Utilisation de la caténaire rigide dans le monde
En Suisse, la caténaire rigide est utilisée depuis les années 80 aussi bien dans les tunnels ferroviaires avec des tensions de 15 KV en remplacement de caténaires conventionnelles que sur les réseaux urbains (à Zurich surtout, à Locarno ainsi qu'à Lausanne). Toutes les installations suisses le furent par la Société Furrer+Frey.

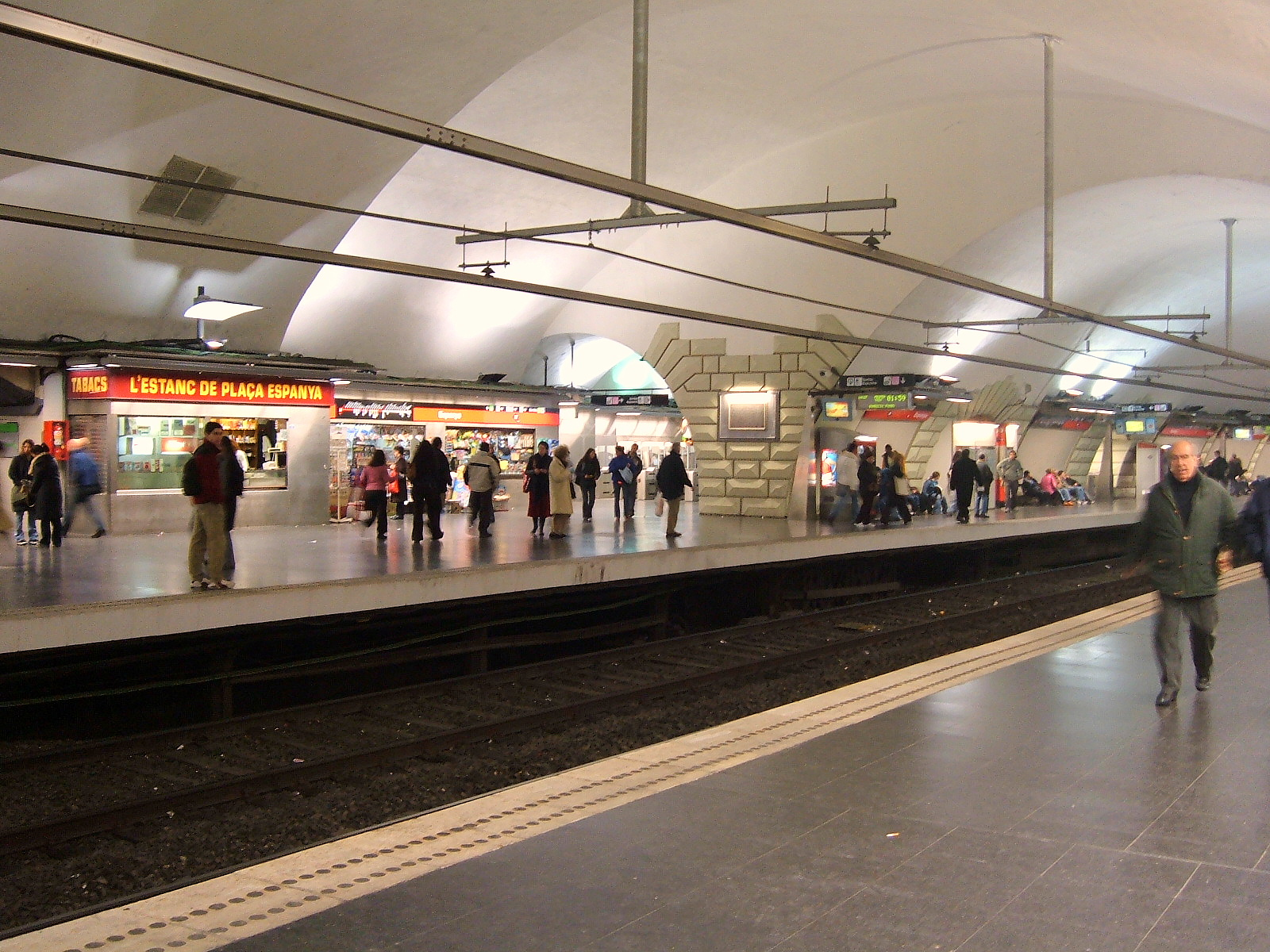
Une caténaire rigide dans le métro de Barcelone

La caténaire rigide est très répandue dans les métros du Japon, de Corée et maintenant de Chine continentale. Après le métro de Tokyo, c'est celui d'Osaka qui en fut équipé en 1969. La première installation en Corée le fut dès 1974 pour les lignes de métro et de RER de la ville et de la banlieue de Séoul. Des centaines de kilomètres de voies en souterrain ont été ainsi équipées sur les lignes de métro ou de banlieue parmi les plus fréquentées du monde.
Ce système est très utilisé en Espagne, en particulier pour le métro de Madrid dont la nouvelle ligne 9 La TMB a entrepris en 2002 d'uniformiser le système de captation de courant du métro de Barcelone avec la caténaire rigide. Les nouvelles lignes dont la 9 en sont équipés, tout comme une partie du métro de Bilbao. La caténaire rigide est également utilisée en Espagne pour les trains dans les tunnels. En Italie, la ligne C du métro de Rome utilise également la caténaire rigide.
Le métro de Panama utilise une caténaire rigide sur la totalité de la ligne 1 alors que six de ses stations sur quatorze sont aériennes.

## Utilisation de la caténaire rigide en France

### Les réseaux dotés de caténaire rigide

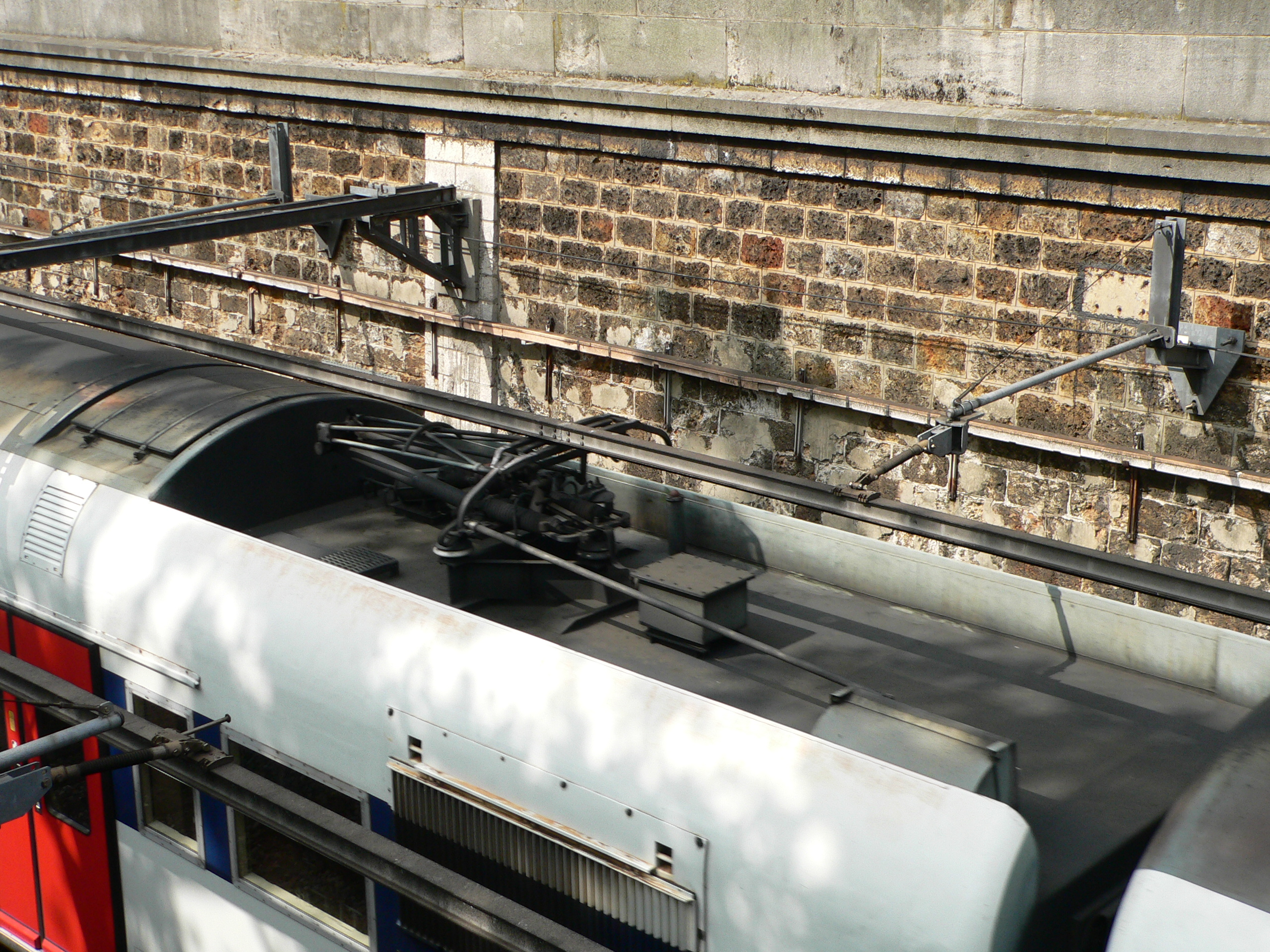
Caténaire rigide sur le RER C.

La SNCF fait usage de la caténaire rigide sur la partie centrale de la ligne du RER C depuis 1991. Ce fut longtemps la seule utilisation en France.
Le profilé aérien de contact est aussi utilisé sous 25kV sur la ligne du Haut-Bugey entre Bourg-en-Bresse et Bellegarde, au niveau des tunnels de Bolozon, ainsi que sur la ligne de Lyon-Perrache à Genève dans le tunnel du Crêt d'Eau.
La RTM a installé un profil aérien de contact à la sortie souterraine du tunnel de Noailles sur la ligne de tramway T1, dans la station terminus du même nom.
Les nouvelles lignes de métro du Grand Paris Express seront pour partie équipées de caténaires rigides. Les premiers contrats sont signés dont celui de la ligne 15 Sud - secteur Est.
L'extension de ligne E du RER est dotée d'un profil aérien de contact dans la portion souterraine entre Saint-Lazare et Nanterre-La Folie.

### Les expérimentations récentes
La RATP teste ce système à Paris sur deux courtes sections de voies. Sur une centaine de mètres en tunnel à la sortie de Nation (voie 1, direction Boissy / Chessy) avec une pose très rigide, puis sur la longueur du quai à La Défense (voie 2, direction St-Germain / Cergy / Poissy) avec une suspension plus élastique. Les deux parcours d’essai ont été choisis à des endroits où il existe une voie d’évitement, pour ne pas devoir interrompre l’exploitation en cas de souci. À la sortie de Nation, on peut ainsi rester sous caténaire « classique » en circulant par la voie Z (garage central en tunnel) et à La Défense, en utilisant la voie B (centrale) de l’autre côté du quai. Le but de ce test est de pouvoir arbitrer, le moment venu, entre le renouvellement des caténaires à l’identique ou leur remplacement par une caténaire rigide. 

## Avantages et inconvénients

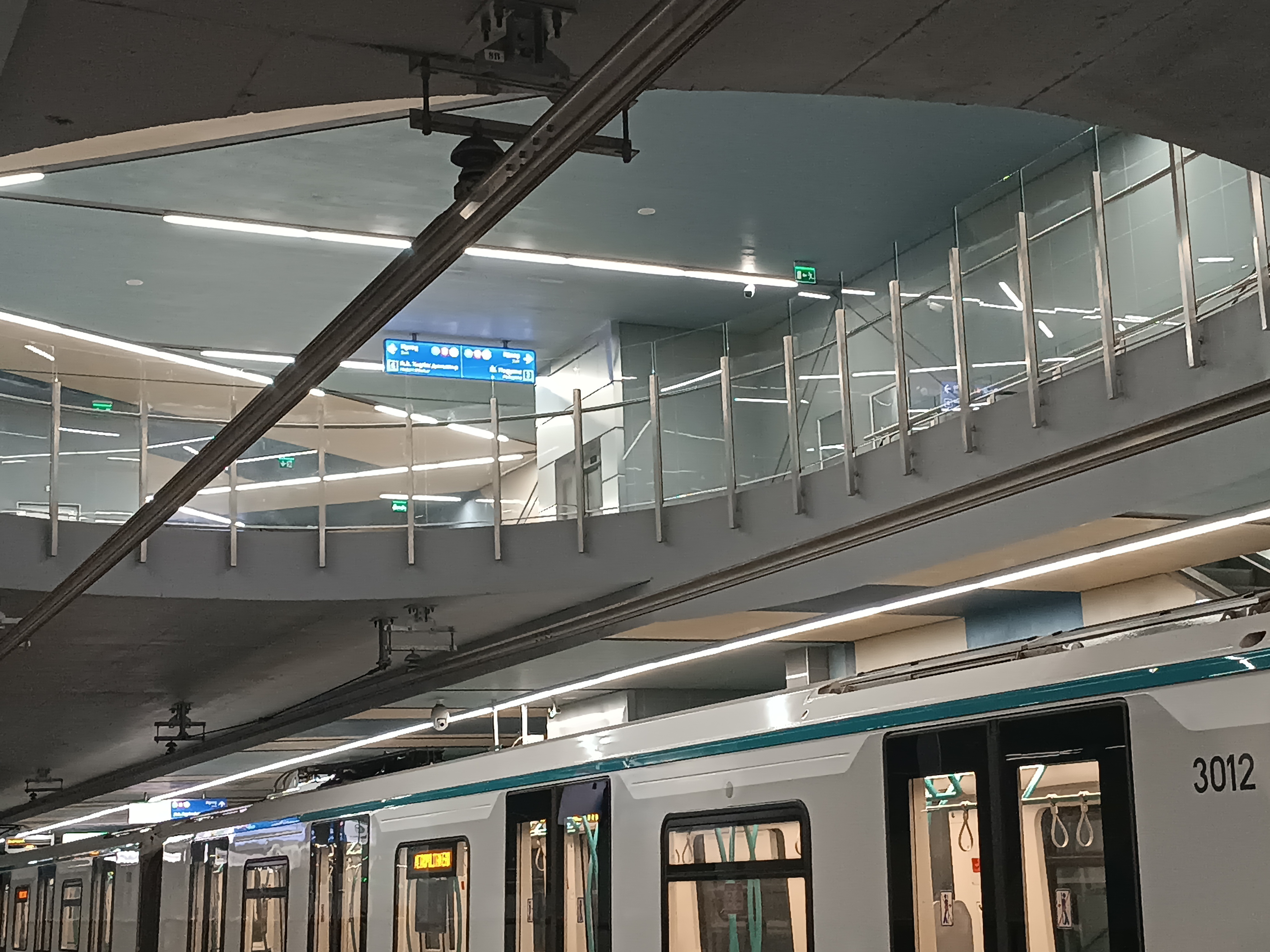
Caténaire rigide sur la ligne 3 du Métro de Sofia

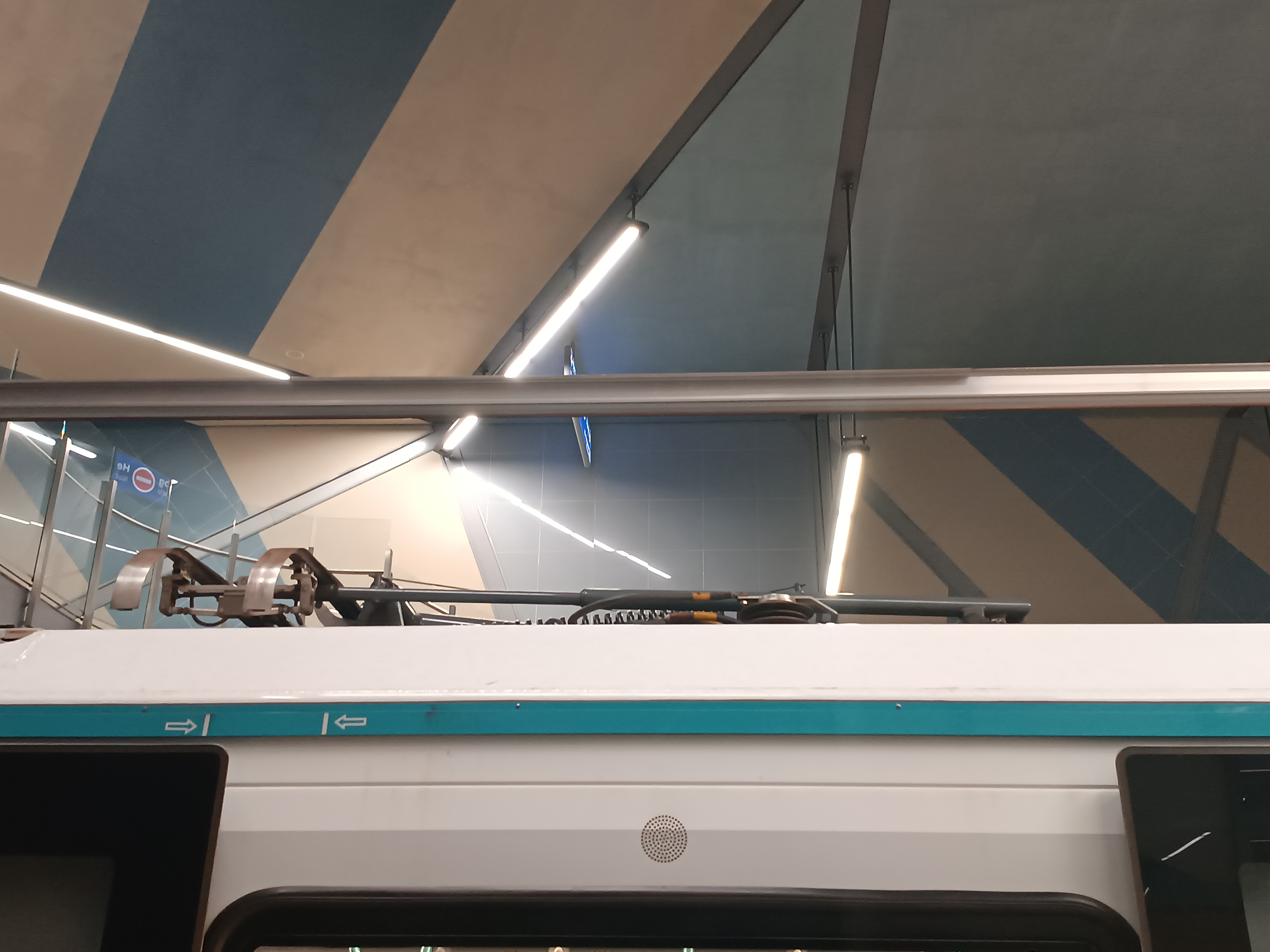
Détail du pantographe abaissé sous la caténaire rigide sur le métro de Sofia.

Les avantages de la captation de courant par profilé aérien de contact par rapport à la caténaire conventionnelle sont,,,,,, : 
- Ce système permet une réduction du gabarit des tunnels par rapport à une caténaire conventionnelle. Dans de nombreux cas, le gain en génie civil dépasse le surcoût en électrification.
- Le montage et démontage lors des travaux d'entretiens est facile, le système n'étant pas tendu comme dans le cas d'une caténaire classique.
- Une caténaire classique sous 1 500 V utilise des milliers de pièces différentes, la caténaire rigide réduit leur variété au moins dans un rapport de 1 à 10.
- La caténaire rigide est beaucoup plus résistante et plus durable que la caténaire souple. Elle a donc une plus longue durée de vie, 30 ans selon les estimations les plus basses.
- Le système conserve une haute conductivité électrique et supporte des tensions élevées jusqu'à 25 KV.
- La caténaire rigide permet de transférer l’électricité via plusieurs pantographes, réduisant ainsi un échauffement trop élevé des points de contact[19].
- Ce système permet une circulation des trains jusqu'à 250 km/h. Il est homologué à cette vitesse par l'Organe de certification des chemins de fer allemands Eisenbahn Cert. Des essais en Autriche en 2012 permirent de respecter les normes à une vitesse de 302 km/h[12].
- Ce système existe sous version escamotable pour les hangars d'entretien des locomotives notamment mais également de garages d'entretien des tramways.

Par rapport à un troisième rail d'alimentation électrique au sol, la caténaire rigide permet de faire passer la tension de 750 V à 1 500 V, ce qui diminue le nombre de postes redresseurs donc de sous-stations électriques. De plus, pour les réseaux à grand gabarit, le gabarit supplémentaire nécessaire pour installer un profil aérien au lieu d'un troisième rail est disponible. Une tension de 1 500 V est une solution plus adaptée dans le cas d'interstations longues. C'est par exemple le choix du métro de Sao Paulo pour sa modernisation et ses nouvelles lignes. C'est également le choix de beaucoup de métros asiatiques. 
Les inconvénients par rapport à la caténaire conventionnelle sont :
- Le poids de ce troisième rail, plus lourd que les caténaires par câbles, cause des problèmes de manutentions et de scellements onéreux dans les voûtes. Il nécessite donc des points de suspension, de support plus nombreux.
- La section de 1 500 mm² d'équivalent cuivre au-dessous de laquelle on ne peut guère descendre, constitue un surcoût important pour les tensions élevées.
- Il n'est guère envisageable d'installer une caténaire rigide en surface, en voie courante, car les portées, de 5 à 12 m suivant les vitesses, moindres que ceux de la caténaire classique, font que le rapprochement des poteaux ou portiques, deux à six fois plus nombreuses, serait inesthétique et financièrement inacceptable[1], même en tenant compte d'une durée de vie estimée supérieure et de l'emploi aujourd'hui généralisé de matériaux plus légers, comme l'aluminium au lieu de l'acier.